# Cornelius Johnson (Leichtathlet)
Cornelius Cooper „Corny“ Johnson (* 21. August 1913 in Los Angeles, Kalifornien; † 15. Februar 1946 in San Francisco) war ein US-amerikanischer Hochspringer und Olympiasieger.
Bei den Olympischen Spielen 1932 in seiner Heimatstadt Los Angeles belegte er den vierten Platz, nachdem er im Stechen eine Medaille verpasst hatte. Von 1932 bis 1936 wurde er ununterbrochen AAU-Meister. Bei der Qualifikation für die Olympischen Spiele 1936 am 12. Juli 1936 in New York gewannen die beiden Hochspringer Johnson und Dave Albritton gemeinsam mit der Weltrekordhöhe von 2,07 m. Während Johnson den zu dieser Zeit üblichen Western Roll sprang, war Albritton der erste Weltrekordler im Straddle-Stil.
Bei den Olympischen Spielen in Berlin gewann Johnson die Goldmedaille mit olympischem Rekord von 2,03 m vor Albritton, der 2,00 m übersprang. Adolf Hitler empfing während der Spiele sämtliche Medaillengewinner in der Leichtathletik in seiner Ehrenloge, aufgrund des späten Ausgangs des Hochsprungwettbewerbs hatte er die Sportstätte bereits verlassen. Da Johnson und Albritton Afroamerikaner waren, wurde dies von der internationalen Presse als absichtliche Missachtung der schwarzen Amerikaner angesehen. Das IOC intervenierte und forderte „alle oder keinen“. Hitler entschied sich, nur noch den deutschen Medaillengewinnern in der Ehrenloge zu gratulieren.
Johnson wurde in die Hall of Fame der amerikanischen Leichtathleten aufgenommen. 1938 beendete er seine sportliche Karriere. Er starb 1946 an einer Lungenentzündung.